# Vikrom Kromadit
Vikrom Kromadit hay Vikram Kromadit (tiếng Thái Lan:วิกรม กรมดิษฐ์) (sinh ngày 17 tháng 3 năm 1953) là Chủ tịch Hội đồng Quản trị, Giám đốc Điều hành tập đoàn Amata và công ty con TNHH Amata City. Năm 1989, ông thành lập Amata Nakorn ở tỉnh Chonburi ở Thái Lan. Sau đó, ông thành lập Amata City ở tỉnh Rayong, và một loạt các công ty con và các chi nhánh khác của tập đoàn Amata. Tại Việt Nam, ông đã phát triển Amata tại thành phố Biên Hòa.
Theo bình chọn của tạp chí Forbes năm 2008, Vikrom Kromadit xếp vị trí 34 trong danh sách những người giàu nhất ở Thái Lan với tài sản 145 triệu USD.. Ông cũng được vinh danh trong danh sách 48 Anh hùng hảo tâm ở châu Á .

## Sự nghiệp
Vikram Kromadit sinh ra ở Kanchanaburi, Thái Lan. Tổ tiên của ông là người Khách Gia, nhập cư đến Thái Lan từ 150 năm trước. Ông là con trai cả của gia đình, gia đình ông có 23 người em và có người cha vũ phu, độc đoán. Ông tham gia thương mại từ khi còn nhỏ, gây dựng "cơ nghiệp" bán lạc rang khi mới 5 tuổi, quản lý 300 nhân công khi mới lên 10. Ông tốt nghiệp từ Đại học Quốc gia Đài Loan, nơi ông nhận học bổng của chính phủ Đài Loan để học kỹ thuật cũng như văn hóa và ngôn ngữ Trung Hoa.
Trong khi đang học năm thứ 3 đại học, khi ông 21 tuổi, với số vốn ít ỏi là 4.000 USD vay mượn, ông cho ra đời Tổng công ty V&K, một doanh nghiệp xuất khẩu hàng nông phẩm . Một năm sau đó, họ đã đi tiên phong trong việc kinh doanh và đầu tư bất động sản.
Năm 1988, ông cùng đối tác cùng nhau thành lập Công ty Bang Pakong để xây dựng và kinh doanh khu công nghiệp, từ đó lập khu công nghiệp Bang Pakong I và II, sau này công ty này phát triển, không ngừng mở rộng và trở thành tập đoàn Amata ngày nay . Gần như khởi nghiệp từ con số không, ông đã không ngừng phấn đấu vươn lên bằng ý chí mạnh mẽ, một tầm nhìn rộng lớn và trở thành nhà phát triển khu công nghiệp lớn nhất Thái Lan, Chủ tịch kiêm CEO Tập đoàn AMATA ngày nay và chủ của 3 khu công nghiệp. Vikrom Kromadit hiện sống độc thân.
Ông thành lập Quỹ từ thiện Amata Foundation, một tổ chức giải quyết các vấn đề xã hội, hỗ trợ phát triển văn hóa và bảo vệ môi trường, ông đã chuyển toàn bộ tài sản vào quỹ này mà không để lại cho người thân trong gia đình, và không ai trong gia đình được tham gia và can thiệp vào Amata 

## Phương châm sống
Phương châm sống của ông là:
| “ | Nếu sống có tình, có lý, tôn trọng lẽ phải và công bằng, chúng ta sẽ làm những người liên quan hài lòng,vui sướng; còn nếu ác tâm, muốn hại người khác, thì người chịu đau khổ chính là chúng ta. | ” |

Bí quyết thành công của ông là: hết mình với công việc; không bao giờ bỏ cuộc; luôn chủ động tích cực; kinh doanh trung thực; biết phân quyền và giao việc; sống nghĩa tình và có trách nhiệm .

## Nghiệp viết sách
Sách từng xuất bản của ông Vikrom, có sách từng đạt số lượng trên 1 triệu bản:
- Hãy là người tốt
- Tầm nhìn Vikrom
- Tay không gây dựng cơ đồ (Tự truyện của Vikrom Kromadit) - Đã xuất bản tại Việt Nam
- Các giám đốc điều hành của thế giới (World's CEO) do Post Today Publishing Group phát hành
- Sống theo kiểu của Vikrom (Kin Yu Baab Vikrom)
- Nghiệt ngã và thành công - Đã xuất bản tại Việt Nam

## Công ty Amata
Công ty đại chúng Amata và các công ty con tham gia, phát triển, quản lý bán hàng và bất động sản, khu công nghiệp ở Thái Lan và quốc tế. Ngoài ra, công ty có nhà máy điện (Amata Power) và tham gia vào phân phối, sản xuất, và xử lý nước để sử dụng trong ngành công nghiệp, cũng như cung cấp các dịch vụ tiện ích, quản lý và cho thuê các nhà máy. Công ty được thành lập vào năm 1989 và có trụ sở tại Bangkok, Thái Lan.
Từ tháng 12 năm 1994, Amata liên doanh với Công ty Phát triển khu công nghiệp Biên Hoà, tỉnh Đồng Nai (Sonadezi) thành lập liên doanh Amata Việt Nam khai mở khu công nghiệp tại Biên Hòa , rộng 500 ha và tính đến năm 2010, đã có hơn 100 nhà máy đến từ các nước trên thế giới thuê mướn . Năm 2012, công ty Amata Việt Nam dự định phát triển khu đô thị công nghiệp mới tại Long Thành, Đồng Nai với diện tích 1.300 ha và với tổng vốn đầu tư khoảng 20 tỷ USD 